# .tl
A .tl Kelet-Timor internetes legfelső szintű tartomány kódja. Az ország előző kódja a .tp volt 1997-től. Viszont mikor 2002-ben az ENSZ tagja lett, elhatározták, hogy inkább a portugál nyelvű nevük rövidítését, a .tl-t (Timor-Leste) használnák. Ez a kód megegyezik az ország ISO 3166-1 kódjával.
Akiknek addig a .tp alatt volt regisztrált oldaluk, ugyanazt a címet megkapták a .tl tartományban is.